# وليلي (جماعة قروية)
وليلي (بالإنجليزية: OUALILI)‏ هي جماعة قروية تابعة لإقليم مكناس ضمن جهة مكناس تافيلالت بالمغرب. بلغ مجموع عدد سكان وليلي  حسب إحصاءات 2004 حوالي 6.151 نسمة يعيشون في 1186 أسرة.